# Valmet
Valmet is een beursgenoteerd bedrijf met het hoofdkantoor in Espoo, Finland. Het bedrijf levert diensten en technologieën aan de celstof-, papier- en energiesector. Valmet in zijn huidige vorm ontstond in december 2013 als afsplitsing van het Metso-concern.

## Geschiedenis
Valmet werd opgericht in 1951 als staatsbedrijf (oorspronkelijke naam: Valtion Metallitehtaat - "Staats Metaalbedrijf") om de door de Sovjet-Unie na de Tweede Wereldoorlog opgelegde herstelbetalingen te coördineren. Valmet verenigde verschillende soorten bedrijven in de metaalindustrie die veel verschillende producten in hun fabrieken maakten, zoals vliegtuigen, auto's, spoorwagons, wapens en dingen uit het dagelijks leven.
Veel onderdelen van het bedrijf zijn in de loop der tijd verkocht of samengevoegd met andere bedrijven, zo werd het luchtvaartdivisie onderdeel van Patria en de scheepvaartdivisie van Aker Yards. De bosbouwmachine-afdeling van Valmet werd in 2004 verkocht aan het Japanse bedrijf Komatsu.
Door de fusie met Rauma Oy ging Valmet met de subondernemingen en -merken in 1999 op in het technologieconcern Metso. Eind mei 2013 kondigde Metso de afsplitsing aan van de divisie Metso Pulp, Paper & Power onder de naam Valmet.

## Deelgebieden van de historische onderneming

### Wapens en vliegtuigen

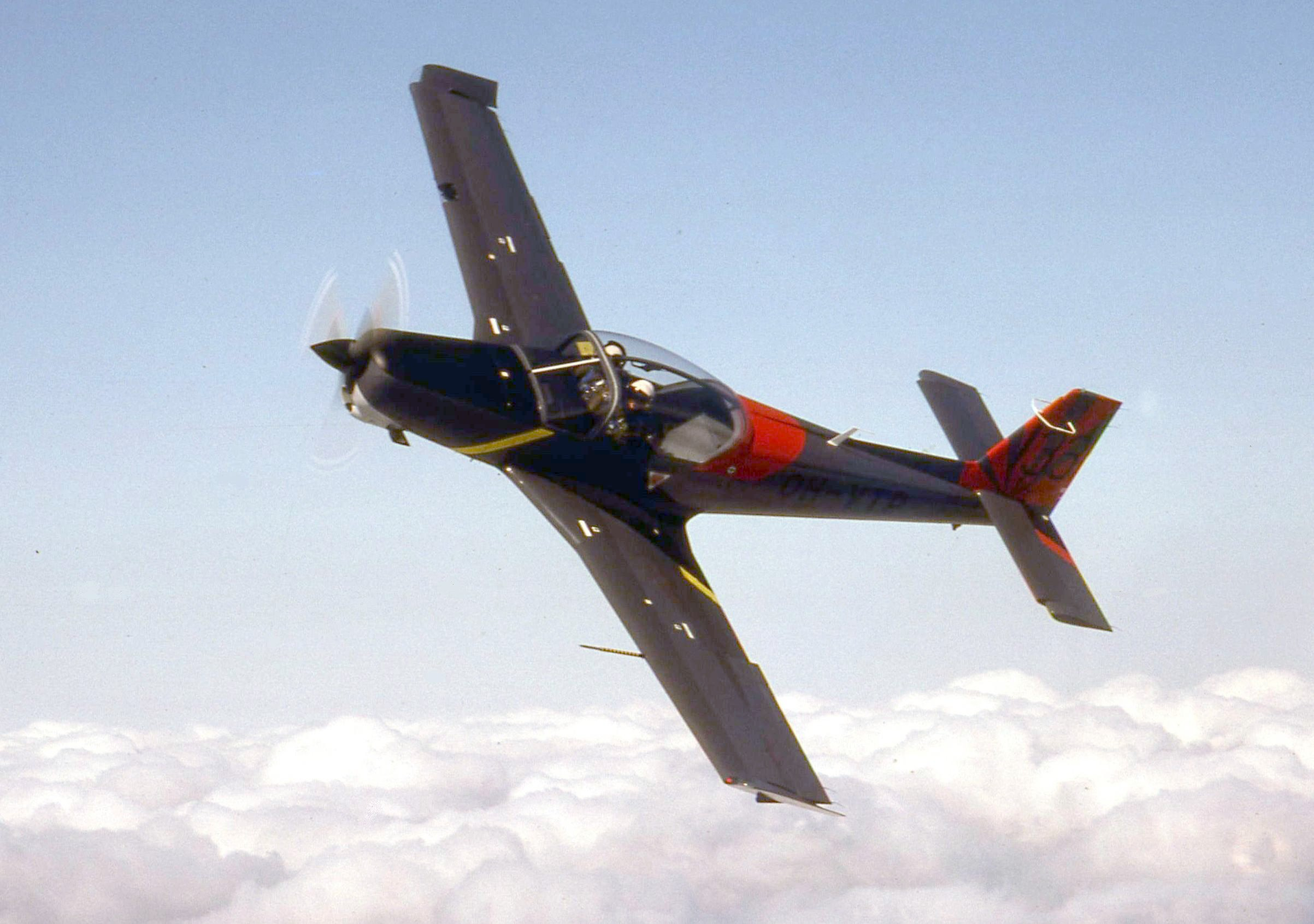
Valmet L-90 Redigo

Valmet heeft sport-, jacht- en militaire wapens ontwikkeld en geproduceerd. Delen van de wapenproductie werden samengevoegd met Sako, dat op zijn beurt opging in Beretta. Verder werden verschillende vliegtuigen vervaardigd voor de Finse luchtmacht.
De Valtion lentokonetehdas ("Staatsvliegtuigfabriek") met productiefaciliteiten in Tampere, Kuorevesi en Nokia Linnavuori werd na het einde van de oorlog in 1945 in het kader van een fusie in de metaalindustrie eerst hernoemd in Valtion Metallitehtaat Lentokonetehdas ("Staats Metaalbedrijf Vliegtuigfabriek") en uiteindelijk in 1951 in Valmet Lentokonetehdas ("Valmet Vliegtuigfabriek"). In 1967 werden alle activiteiten samengevoegd op de locatie in Kuorevesi. In 1989 veranderde de naam in Valmet Lentokoneteollisuus ("Valmet Vliegtuigindustrie"), voordat het op 5 september 1996 in het kader van de privatisering van Valmet als Patria Finavitec Oy onderdeel werd van het nieuw opgerichte Patria-concern.

### Auto's
Onder de naam Saab-Valmet richtten het Zweedse Saab-Scania en Valmet in 1968 een joint venture op in Uusikaupunki voor de productie van auto's. Nadat Saab in 1992 uitstapte, werd Valmet de enige eigenaar. Het bedrijf werd in 1995 omgedoopt tot Valmet Automotive en werd na de fusie in 1999 eigendom van Metso, wat ook zo zou blijven na de heroprichting van Valmet in 2013.

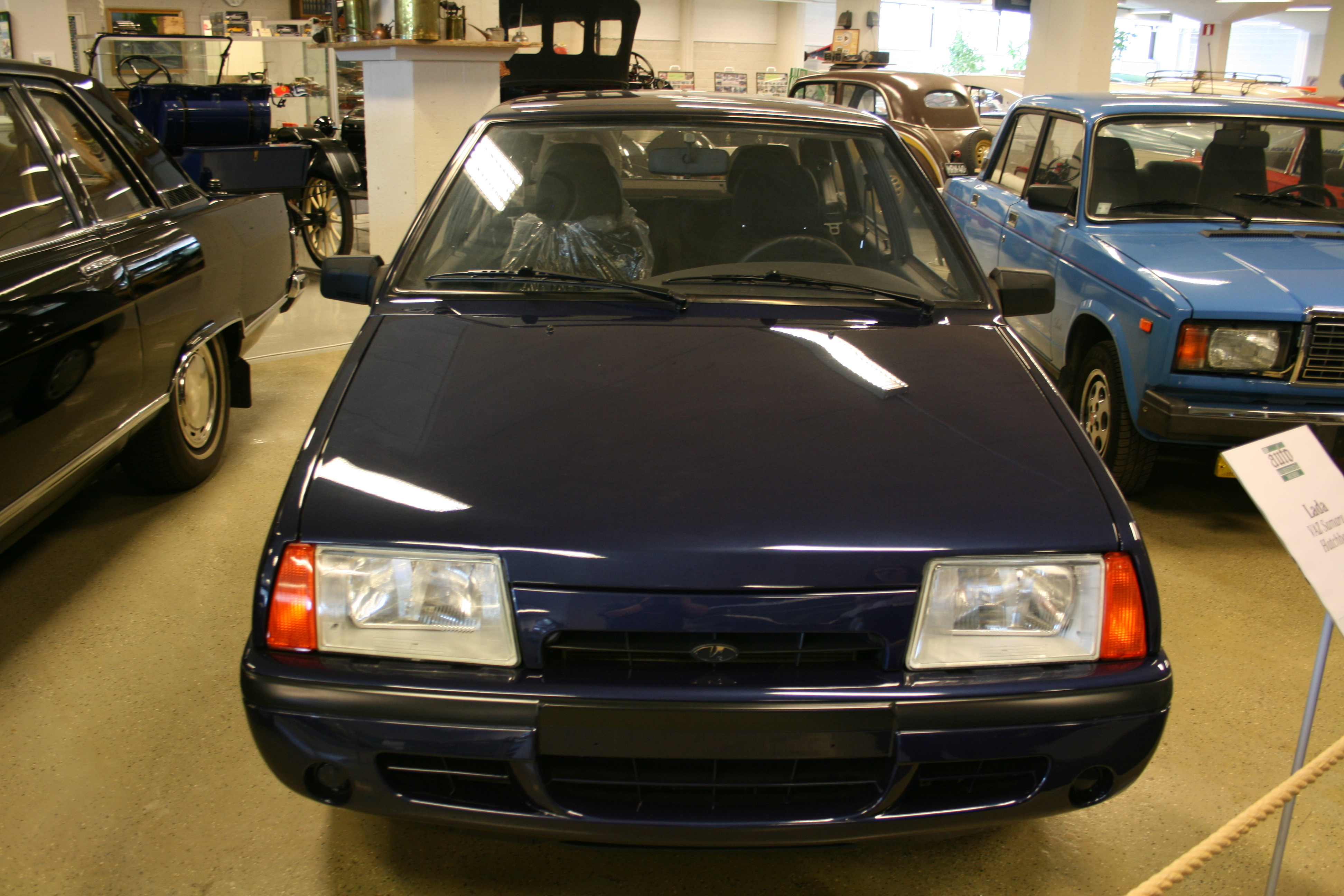
Lada Samara Baltic GL

De eerste auto, een Saab 96, liep op 13 november 1969 van de band en verschillende Saab-modellen zouden volgen, waaronder de Saab 900 cabriolet. Daarnaast assembleerde Valmet ook Talbots, de Opel Calibra en de Lada Samara Baltic.
Tussen 1997 en 2010 werd in Uusikaupunki de Porsche Boxster gebouwd en tussen 2005 en 2011 de Porsche Cayman. Daarmee was het de enige Porsche-fabriek buiten de hoofdzetel. De productie van Porsches bij Valmet bereikte in 2006 een hoogtepunt met circa 30 duizend stuks, ongeveer een derde van de totale Porsche-productie van dat jaar.
Op 15 juli 2008 kondigde Valmet aan binnen enkele maanden een contract te zullen tekenen voor de productie van de Fisker Karma, een hybride auto van Fisker Automotive. Op 13 november 2008 werd het contract getekend. In de herfst van 2010 werd de voorserie van de Fisker Karma gelanceerd.
Tussen 2009 en 2011, werd de Noorse Think City in een nieuw opgezette fabriek in Uusikaupunki geassembleerd. Hiervoor was de assemblage nog in Noorwegen.
Sinds 30 augustus 2013 worden voor Daimler AG modellen van Mercedes-Benz in Uusikaupunki vervaardigd en sinds 2012 is er ook een samenwerking met de Russische sportwagenfabrikant Marussia Motors.
In 2022 kreeg Valmet de opdracht om elektrische auto's van het model Lightyear 0 te gaan maken. in september 2022 werd begonnen met de voorbereidingen en in december 2022 kwam het eerste exemplaar gereed. Het was de bedoeling in 2023 de productie verder op te voeren, maar in januari 2023 werd de Nederlandse ontwerper van Lightyear 0 failliet verklaard waarmee de productie van de auto stil kwam te liggen.

### Landbouwmachines

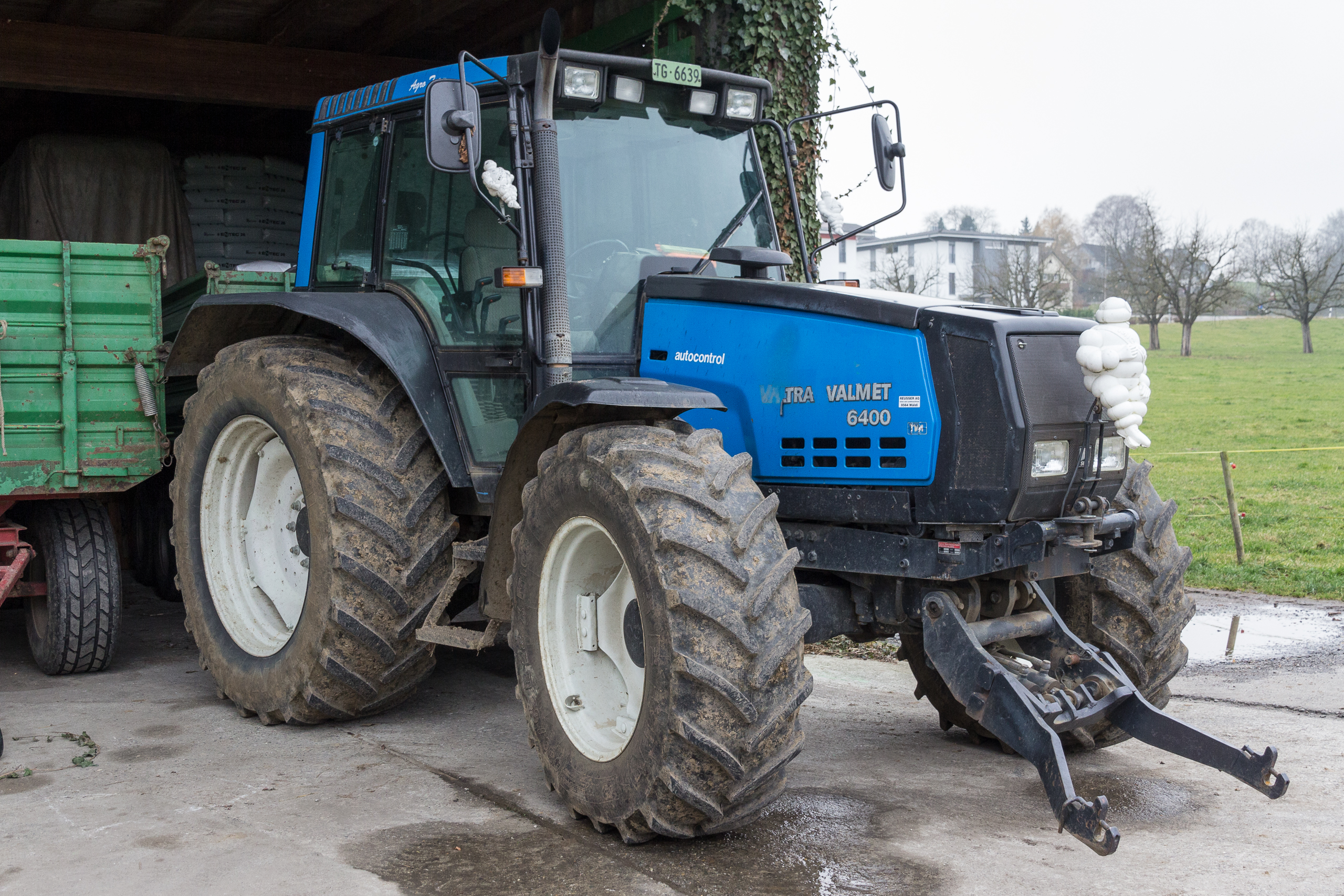
Valtra Valmet 6400

Valmet begon in 1951 met de eigen productie van tractoren en nam in 1979 de trekkerdivisie van Volvo over. In 1994 werd deze bedrijfstak verkocht aan Sisu. Als onderdeel van de verkoop mocht de merknaam "Valmet" voor tractoren gebruikt worden tot april 2001, zodat vanaf 1997 aanvankelijk de dubbele merknaam Valtra Valmet werd opgericht en uiteindelijk in januari 2001 de definitieve naam veranderde in Valtra – tegenwoordig onderdeel van AGCO.

### Spoorwegmaterieel
Valmet produceerde locomotieven van het type Hr 11 en het type Dr 16 voor VR, het nationale spoorwegbedrijf van Finland.

### Scheepswerven
Valmet omvatte ook scheepswerven, die na enkele herstructureringen tot het Aker-concern behoren. Valmet heeft ook scheepsmotoren geproduceerd onder de merknaam VIRE.